# Hystricognathi
Hystricognathi é uma infraordem de roedores, distinguível por conta da estrutura dos ossos do crânio. O músculo masseter atravessa parcialmente o forame infraorbital e se conecta com o osso do lado oposto. Isso, em combinação com a ausência do palato infraorbital é característico da infraordem.
As 18 famílias de Hystricognathi são divididas em duas parvordens, Phiomorpha e Caviomorpha. Caviomorpha são quase que exclusivos da América do Sul, com poucas espécies ocorrendo na América do Norte, enquanto que Phiomorpha ocorre no Velho Mundo.

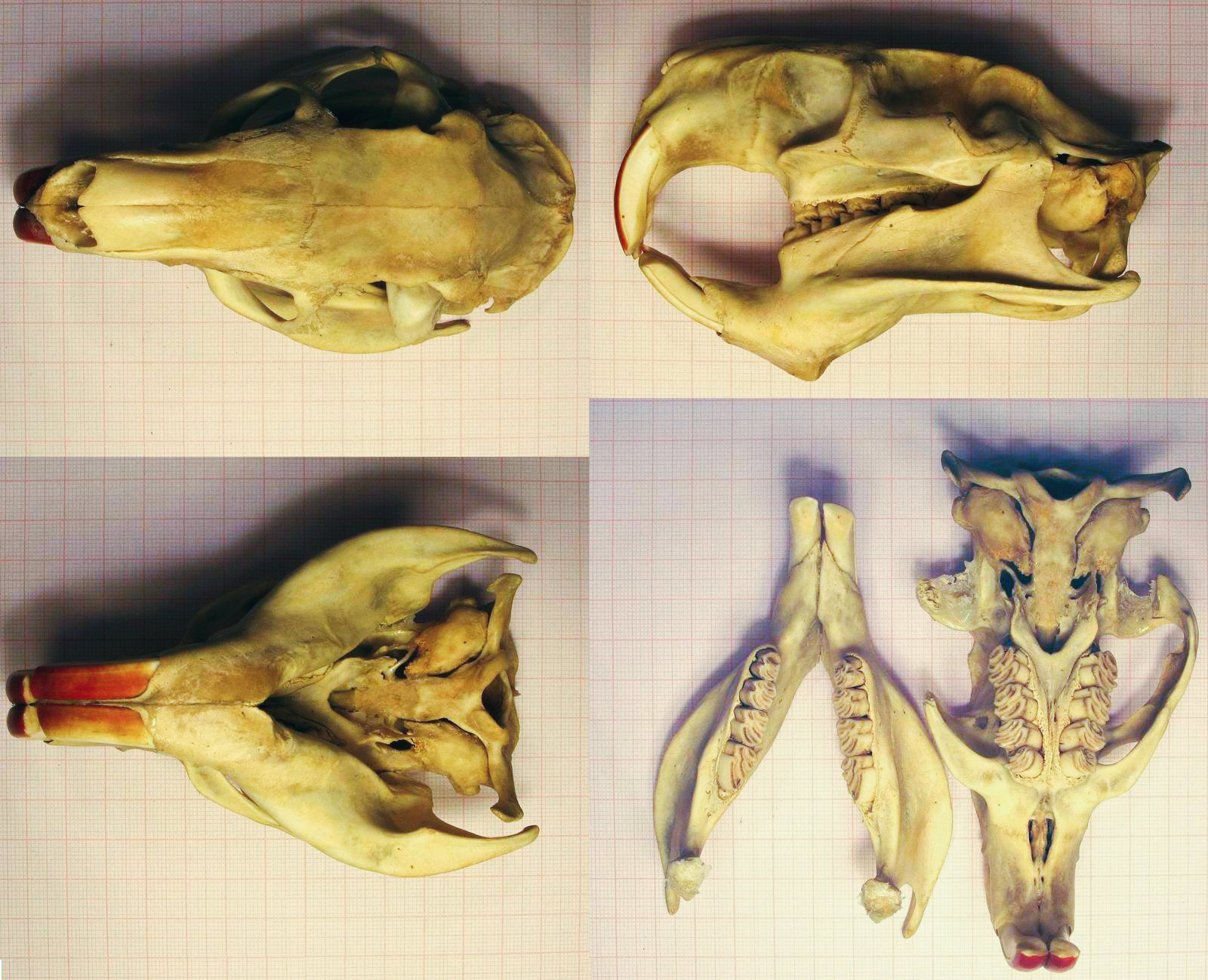
Crânio do ratão-do-banhado demonstrando características derivadas do crânio.

## Famílias Phiomorpha
- Bathyergidae
- Hystricidae
- Petromuridae
- Thryonomyidae

## Famílias Caviomorpha
- Abrocomidae
- Capromyidae
- Caviidae (capivara e preás)
- Chinchillidae (chinchillas)
- Ctenomyidae
- Dasyproctidae (cutias)
- Dinomyidae (pacaranas)
- Echimyidae
- Erethizontidae
- Myocastoridae
- Octodontidae